# Pac and Pal
 (juin 2015).
Si vous disposez d'ouvrages ou d'articles de référence ou si vous connaissez des sites web de qualité traitant du thème abordé ici, merci de compléter l'article en donnant les références utiles à sa vérifiabilité et en les liant à la section « Notes et références ».
Pac and Pal est un jeu vidéo édité et développé par Namco et sorti sur borne d'arcade en 1983. Il fait partie des jeux Pac-Man.

## Pal
Pal, appelé « みる » (Miru) dans la version japonaise, orthographié Mil est un personnage vert exclusif au jeu qui sera oublié après l'échec du jeu.

## Système de jeu
Pac-Man doit ramasser des fruits apparaissant après avoir ramassé des cartes, mais si Pal ramasse un fruit avant Pac-Man, ce dernier doit toucher Pal avant qu'il n'arrive au milieu.